# Concerto grosso (Zoekov)
Sergej Zoekov componeerde zijn Concerto Grosso direct naar zijn Concerto Mystery.
Het Concerto Grosso is geschreven voor :
- Viool;
- Cello;
- Piano en
- orkest.

De compositie is geschreven voor de zusters Bekova; muzikale zusters uit Kazachstan. Zij gaven ook de opdracht tot compositie van Concerto Mystery. 

## Delen
- Canzone dolore: andante con moto;
- Atto e recitativo: allegro assai;
- Canzone sacre: andante con moto.

De stijl van het werk is erg wisselend. Het ene moment lijkt het dat je luistert naar een klassiek concerto grosso; het volgend moment is er duidelijk sprake van een moderne 20e-eeuwse compositie, met complexe structuren. De solopartijen zijn ongelijk verdeeld; de piano enerzijds en de combinatie viool en cello anderzijds spannen samen tegen het orkest. In deel 2 zit een lange recitatief; terwijl viool en cello daarbij treuren.